# Giancarlo Giorgetti

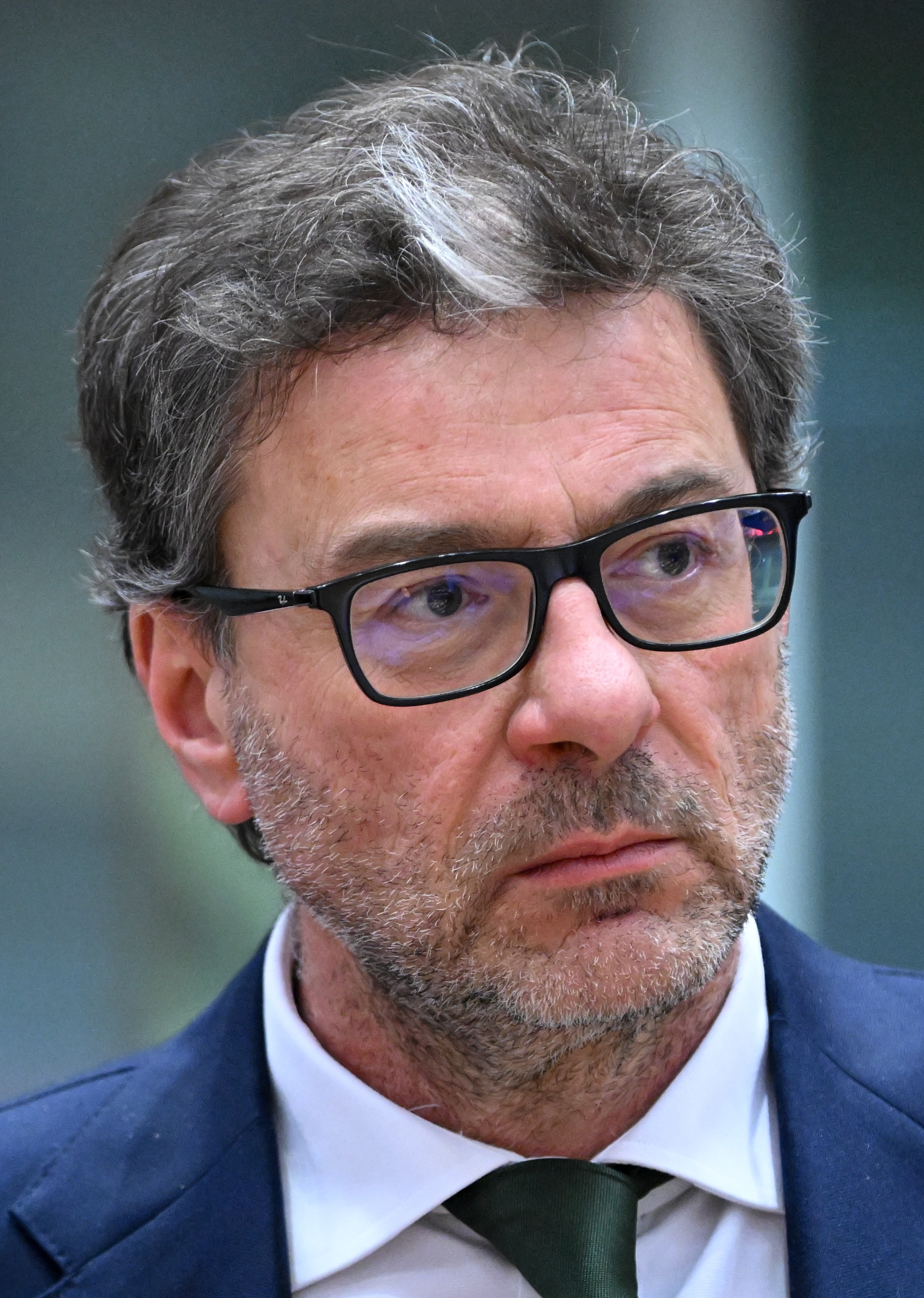
Giancarlo Giorgetti (2023)

Giancarlo Giorgetti (* 16. Dezember 1966 in Cazzago Brabbia) ist ein italienischer Politiker der Lega. Er gehört seit 1996 ununterbrochen der Camera dei deputati an. Seit 2018 ist er stellvertretender Parteisekretär der Lega. Im Kabinett Draghi war er vom Februar 2021 bis Oktober 2022 Minister für wirtschaftliche  Entwicklung. Seit Oktober 2022 ist er Minister für Wirtschaft und Finanzen im Kabinett Meloni.

## Leben
Giorgetti studierte Betriebswirtschaft an der Wirtschaftsuniversität Luigi Bocconi in Mailand. Anschließend war er als Steuerberater tätig. Politisch engagierte er sich in der Jugendorganisation  Fronte della Gioventù des neofaschistischen Movimento Sociale Italiano (MSI).
Aufgewachsen in den 80er Jahren in der Jugendfront, der Jugendorganisation der Italienischen Sozialen Bewegung, trat Giancarlo Giorgetti Anfang der 90er Jahre der Lega Lombarda und der Lega Nord von Umberto Bossi bei und unterstützte sie. Nachdem er von 1990 bis 1995 Gemeinderat und Stadtrat war, wurde er bei den Kommunalwahlen in der Lombardei 1995 zum Bürgermeister von Cazzago Brabbia gewählt, ein Amt, das er neun Jahre lang, vom 23. April 1995 bis zum 12. Juni 2004, innehatte und die Liste “Lista per Cazzago - Lega Nord Padania” anführte. Er wurde bei den Kommunalwahlen in der Lombardei 1999 erneut zum Bürgermeister gewählt und 2004 wieder zum Gemeinderat.
Bei den Parlamentswahlen 1996 wurde er in den Reihen der Lega Nord in die Camera dei deputati gewählt. Im Juni 2001 war er im Kabinett Berlusconi II für kurze Zeit Unterstaatssekretär im Ministerium für Infrastruktur und Verkehr. Von 2001 bis 2006 sowie von 2008 bis 2013 war er Vorsitzender des Haushaltsausschusses in der Abgeordnetenkammer. Von 2002 bis 2012 war er zudem Parteisekretär der Lega Lombarda.
2013 wurde er von Staatspräsident Giorgio Napolitano in den von Napolitano initiierten „Weisenrat“ einberufen, der sich mit der Ausarbeitung von Programmpunkten in den Bereichen Wirtschaft, Soziales und Europa beschäftigte.
Von 2013 bis 2014 war er Fraktionsvorsitzender der Lega Nord in der Abgeordnetenkammer. Eine Funktion, die er 2018 kurzzeitig erneut für die Lega erfüllte.
Von Juni 2018 bis September 2019 war er Sekretär des Ministerrates im Kabinett Conte I. Im Kabinett Draghi war er vom Februar 2021 bis Oktober 2022 Wirtschaftsminister.
Seit dem 22. Oktober 2022 ist Giorgetti Finanzminister im Kabinett Meloni.
Giancarlo Giorgetti ist verheiratet und Vater einer Tochter.